# 岩下祐太 (ハンドボール)
岩下 祐太（いわした ゆうた、1991年6月21日 - ）は、熊本県天草郡苓北町出身のハンドボール選手。日本ハンドボールリーグのジークスター東京所属。

## 経歴
熊本市立千原台高等学校時代は第17回日・韓・中ジュニア交流競技会の日本代表に選出された。
高校卒業後は早稲田大学へ進学。2012年の全日本学生ハンドボール選手権大会（インカレ）では特別賞を受賞。2013年はインカレで優秀選手賞を受賞。同年5月には第1回U-22東アジア選手権の日本代表に選出された。
2014年に日本ハンドボールリーグのトヨタ紡織九州レッド・トルネードへ加入。同年は第22回世界学生選手権の日本代表U-24に選出された。
2015年は第28回ユニバーシアード競技大会の日本代表に選ばれた。
2016-17年シーズンは全16試合に出場し、シュート阻止率はリーグトップの.387（184/476）を記録した。
2019年は日韓定期戦・JAPAN CUP 2019の日本代表に選出された。

## 詳細情報

### 年度別成績
| 年       | チーム         | 試合 | FS 阻止  | 率   | 7m 阻止 | 率    |
| -------- | -------------- | ---- | -------- | ---- | ------- | ----- |
| 2014-15  | トヨタ紡織九州 | 11   | 89/258   | .345 | 0/2     | .000  |
| 2015-16  | トヨタ紡織九州 | 13   | 106/305  | .348 | 1/5     | .200  |
| 2016-17  | トヨタ紡織九州 | 16   | 184/476  | .387 | 0/3     | .000  |
| 2017-18  | トヨタ紡織九州 | 22   | 271/732  | .370 | 1/1     | 1.000 |
| 2018-19  | トヨタ紡織九州 | 23   | 284/795  | .357 | 0/4     | .000  |
| JHL：5年 | JHL：5年       | 85   | 934/2566 | .364 | 2/15    | .133  |

- 各年度の太字はリーグ最高

### タイトル・表彰

#### 日本ハンドボールリーグ
- シュート阻止率賞：1回 (2016年)

### 背番号
- 12 (2014年 - )

## 代表歴

### 日本代表
- オリンピック(2020年)
- 世界選手権 (2021年)
- アジア選手権 (2020年)
- アジア競技大会 (2018年)
- ジャパンカップ (2018年・2019年)
- 日韓定期戦 (2018年・2019年)
- 欧州遠征 (2019年)

#### 大会別成績
| 年     | 大会             | 対戦国                          | FS 阻止 | 率   | 7mT 阻止 | 率   |
| ------ | ---------------- | ------------------------------- | ------- | ---- | -------- | ---- |
| 2021年 | 世界選手権       | クロアチア戦 (予選ラウンド)     | 9/30    | .300 | 0/1      | .000 |
| 2021年 | 世界選手権       | カタール戦 (予選ラウンド)       | 3/17    | .176 | 0/1      | .000 |
| 2021年 | 世界選手権       | アンゴラ戦 (予選ラウンド)       | 8/26    | .307 | 0/1      | .000 |
| 2021年 | 世界選手権       | アルゼンチン戦 (メインラウンド) | 3/13    | .130 | 0/0      | .000 |
| 2021年 | 世界選手権       | デンマーク戦 (メインラウンド)   | -       | -    | -        | -    |
| 2021年 | 世界選手権       | バーレーン戦 (メインラウンド)   | 14/34   | .411 | 0/1      | .000 |
| 2021年 | 東京オリンピック | デンマーク戦 (予選)             | 6/24    | .250 | 0/2      | .000 |
| 2021年 | 東京オリンピック | スウェーデン戦 (予選)           | 5/14    | .357 | 0/2      | .000 |
| 2021年 | 東京オリンピック | エジプト戦 (予選)               | 8/28    | .286 | 0/3      | .000 |
| 2021年 | 東京オリンピック | バーレーン戦 (予選)             | 0/9     | .000 | 0/0      | .000 |
| 2021年 | 東京オリンピック | ポルトガル戦 (予選)             | 8/31    | .258 | 0/1      | .000 |